# Nuevo Estadio de la Victoria
El Nuevo Estadio de la Victoria és un estadi de futbol localitzat a Jaén, Andalusia, en el qual disputa els seus partits com a local el Real Jaén Club de Futbol. Va heretar el seu nom de l'anterior estadi, que es trobava situat al cèntric barri de Jaén de la Victòria.

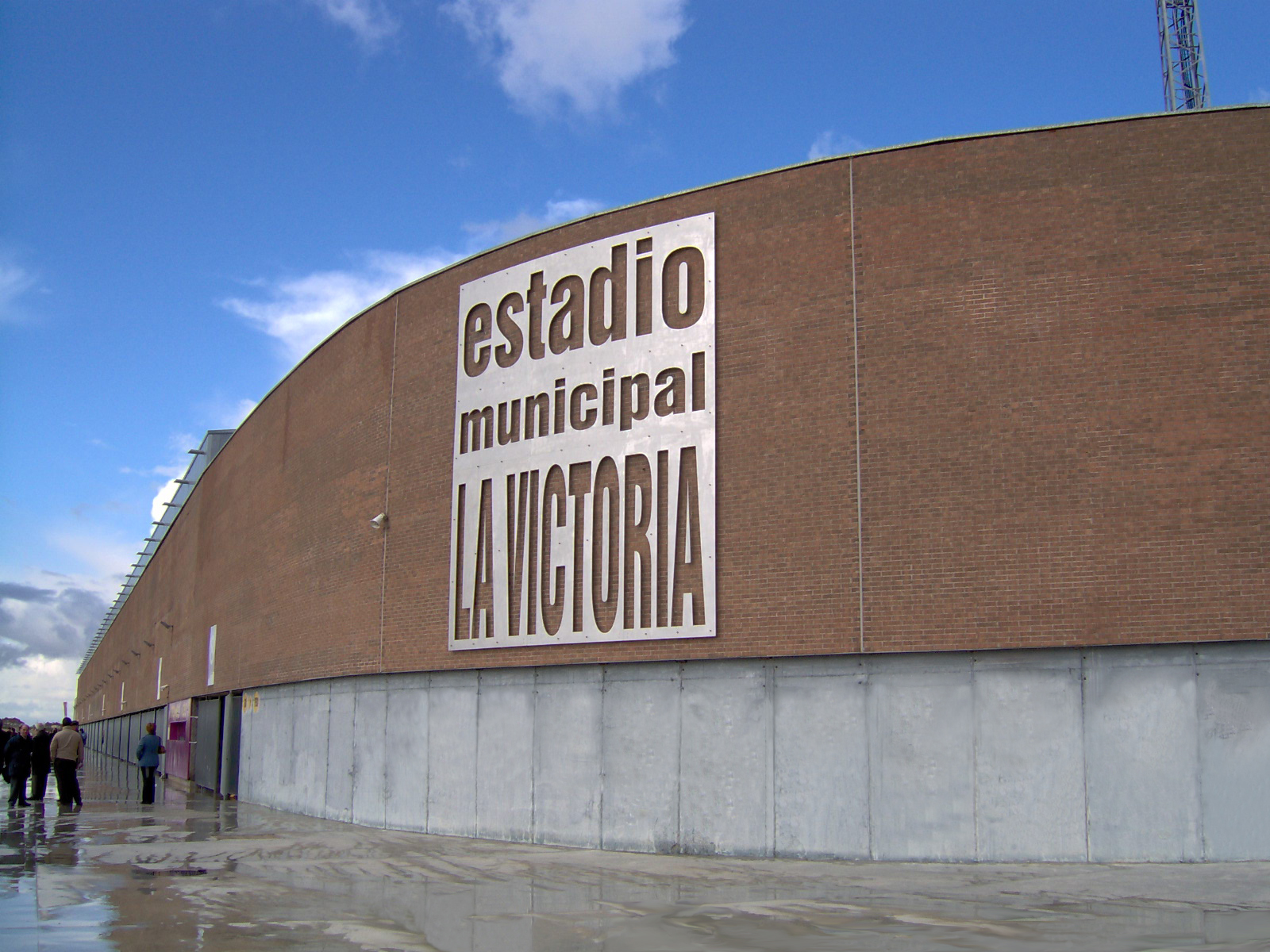
Exteriors de l'Estadi La Victòria.

Es va inaugurar el 29 d'agost de 2001, i s'hi va disputar el primer partit oficial el 2 de setembre. Fins llavors, el Real Jaén disputava els seus partits a l'Antic Estadi de la Victòria. El partit inaugural, de Segona divisió, va enfrontar al Real Jaén amb el Poli Ejido, i va acabar amb victòria per 3 a 1 de l'equip local. El primer gol oficial marcat a l'estadi va ser obra de Goran Milošević en el minut 10, en el llançament d'una falta comesa sobre Jurado a la vora de l'àrea. Els altres dos gols del Jaén van ser obra de Jurado i Rueda, mentre que el gol de l'Ejido el va marcar Cañas.
El primer partit amb les grades completes es va produir en la fase d'ascens a Segona Divisió 2009, quan es va enfrontar a la SD Ponferradina en la segona eliminatòria, guanyant per 1 a 0 amb gol de Joseba Arriaga, la qual cosa va suposar el pas a la tercera i última ronda. En el següent partit, contra el Vila-real B, per primera vegada es va ampliar la capacitat amb graderies supletòries fins a aconseguir 4.650 localitats més.